# Randall (Minnesota)
Randall è un comune degli Stati Uniti d'America, situato nello Stato del Minnesota, nella Contea di Morrison.